# Miloš Teodosić
Miloš Teodosić (en alphabet cyrillique serbe : Милош Теодосић ; en alphabet latin serbe : Miloš Teodosić), né le 19 mars 1987 à Valjevo (Yougoslavie, actuelle Serbie), est un joueur serbe de basket-ball. Considéré comme l'un des meilleurs joueurs européens - la FIBA le désigne meilleur joueur européen de l'année 2010 - il est finaliste du Championnat d'Europe 2009, de la coupe du monde 2014 et des Jeux olympiques de 2016. Il reçoit également le titre de meilleur joueur de l'Euroligue 2009-2010, compétition qu'il perd en finale avec l'Olympiakós Le Pirée face au FC Barcelone.

## Biographie

### Carrière en club

#### Ses premières années (2004-2007)
Il fait ses débuts dans le basket-ball professionnel dans son pays, au KK Železnik, aussi connu sous le nom KK FMP, puis KK Borac Čačak. Il revient ensuite au club du FMP avec lequel il remporte la coupe de Serbie 2007. Durant cette dernière saison, il présente des statistiques de 7,8 points, 2,9 passes et 1,2 interception en moins de vingt minutes par rencontres en Coupe ULEB ou 8 points et 2,4 passes lors de la ligue adriatque.

#### Olympiakós (2007-2011)
En 2007, il est recruté par le club grec de l'Olympiakós. Malgré des débuts un peu difficile lors de la sa première saison, avec 5,7 points et 2,4 passes, il prend peu à peu de l'importance dans l'effectif du club grec. Lors de la saison suivante, sa moyenne de points passe à 7 points par rencontre. Cette saison se termine par une place de quatrième lors du Final Four de l'euroligue 2008-2009, après une demi-finale perdue 84 à 82 face au rival grec du Panathinaïkos. En finale du championnat, c'est ce même club qui l'empêche Teodosić de remporter le titre en l'emportant trois victoires à une.
Lors de sa troisième saison au club, il est nommé co-MVP de la neuvième journée de l'euroligue avec Chuck Eidson du Maccabi Tel-Aviv. Il est ensuite nommé MVP du mois de janvier de cette même compétition. Durant ce même mois de février, il figure à la troisième place du classement désignant le joueur européen de l'année 2009 (2009 Player Of The Year) par la FIBA Europe, le titre étant remporté par Pau Gasol qui devance Dirk Nowitzki. Peu après, il remporte la coupe de Grèce, mettant fin ainsi à une série de cinq victoires consécutives du Panathinaïkos. Teodosić, avec 22 points, est désigné MVP de la finale.
Lors de la saison 2010-2011, l'Olympiakós figure de nouveau parmi les favoris de l'Euroligue. Le club termine en tête de son groupe lors du premier tour puis fait de même lors du Top 16. En février, il est désigné meilleur joueur européen de l'année 2010 par la FIBA. Teodosić, blessé, ne dispute pas les deux premiers matchs de la série de quart de finale face à Sienne. Le club grec inflige une correction lors du premier match, 89 à 41, mais s'incline sur son parquet lors du match suivant sur le score de 65 à 82. Lors de son retour au match 3, Teodosić inscrit 2 points, capte 1 rebond et délivre 1 passe en 9 minutes 49 lors d'une défaite 81 à 72 à Sienne. Lors de la quatrième manche, le club grec ne parvient pas à égaliser dans la série et s'incline sur le score de 88 à 76, les statistiques de Teodosić étant de 10 points, 1 rebond, deux passes en 21 minutes 44. En Grèce, l'Olympiakós reste très longtemps invaincu puis retrouve le Panathinaïkos en finale de la coupe de Grèce. Lors de celle-ci, remportée 74 à 68 par les Reds, il inscrit 18 points et délivre 7 passes décisives, le titre de MVP est toutefois obtenu par son coéquipier Ioánnis Bouroúsis. Les deux clubs se retrouvent en finale du championnat : le Panathinaïkos récupère l'avantage du terrain en s'imposant chez son adversaire lors du premier match sur le score de 70 à 75 puis confirme à domicile sur le score de 78 à 66. L'Olympiakós revient à deux à un en s'imposant 76 à 68 mais doit de nouveau laisser son adversaire remporter le titre de champion après une défaite en prolongation, 101 à 94. Lors de cette série, Teodosić inscrit respectivement 14, 2, 5 et 8 points et délivre 1, 2, 3, et 3 passes.

#### CSKA Moscou (2011-2017)
En juillet 2011, il signe un contrat de trois ans avec le club russe du CSKA Moscou,.
Teodosić est nommé MVP de la 8e journée de l'Euroligue 2012-2013 avec une évaluation de 25.
Lors de la saison 2013-2014, Teodosić est nommé meilleur joueur de la 5e journée du Top 16 de l'Euroligue avec une évaluation de 31. Il marque 24 points (à 6 sur 10 à trois points), prend 5 rebonds et fait 5 passes décisives rebounds dans la victoire du CSKA face du Bayern Munich.

#### Clippers de Los Angeles (2017-2019)
Joueur majeur en Euroligue, Milos Teodosic tente l'expérience NBA à 30 ans en signant aux Clippers de Los Angeles en juillet 2017 pour un contrat de deux ans et 12,3 millions de dollars.
Il est coupé par les Clippers de Los Angeles le 7 février 2019.

#### Virtus Bologne (2019-2023)
Le 13 juillet 2019, il signe pour trois saisons avec la Virtus Bologne.

#### Étoile rouge de Belgrade (2023-2025)
En juillet 2023, il revient en Serbie à l'Étoile rouge de Belgrade.
Le 26 juin 2025, à l'âge de 38 ans, Teodosić prend sa retraite sportive.

### Carrière en sélections
Avec les différentes sélections de jeune de la Serbie, il remporte trois titres de champion d'Europe, en moins de 16, moins de 18 et moins de 20. Lors de cette dernière victoire, obtenue sur une victoire 87-78 sur l'Espagne avec 22 points de Teodosić, il est élu meilleur joueur de la compétition avec 16 points, 5,4 passes et 2,6 rebonds. La même saison, il dispute un autre championnat d'Europe, celui des séniors. La Serbie, avec trois défaites lors de son premier tour, termine aux places de 13 à 16 de ce Championnat d'Europe.
Lors de l'édition suivante, disputée en Pologne il marque 14,1 points par match et termine premier de la compétition en termes de passes décisives avec 5,2 par rencontres. Il est également l'auteur de la meilleure performance individuelle du championnat avec 32 points marqués face à la Slovénie. Il est enfin désigné dans le meilleur cinq de la compétition où il remporte avec sa sélection une médaille d'argent, battue en finale par Espagne.

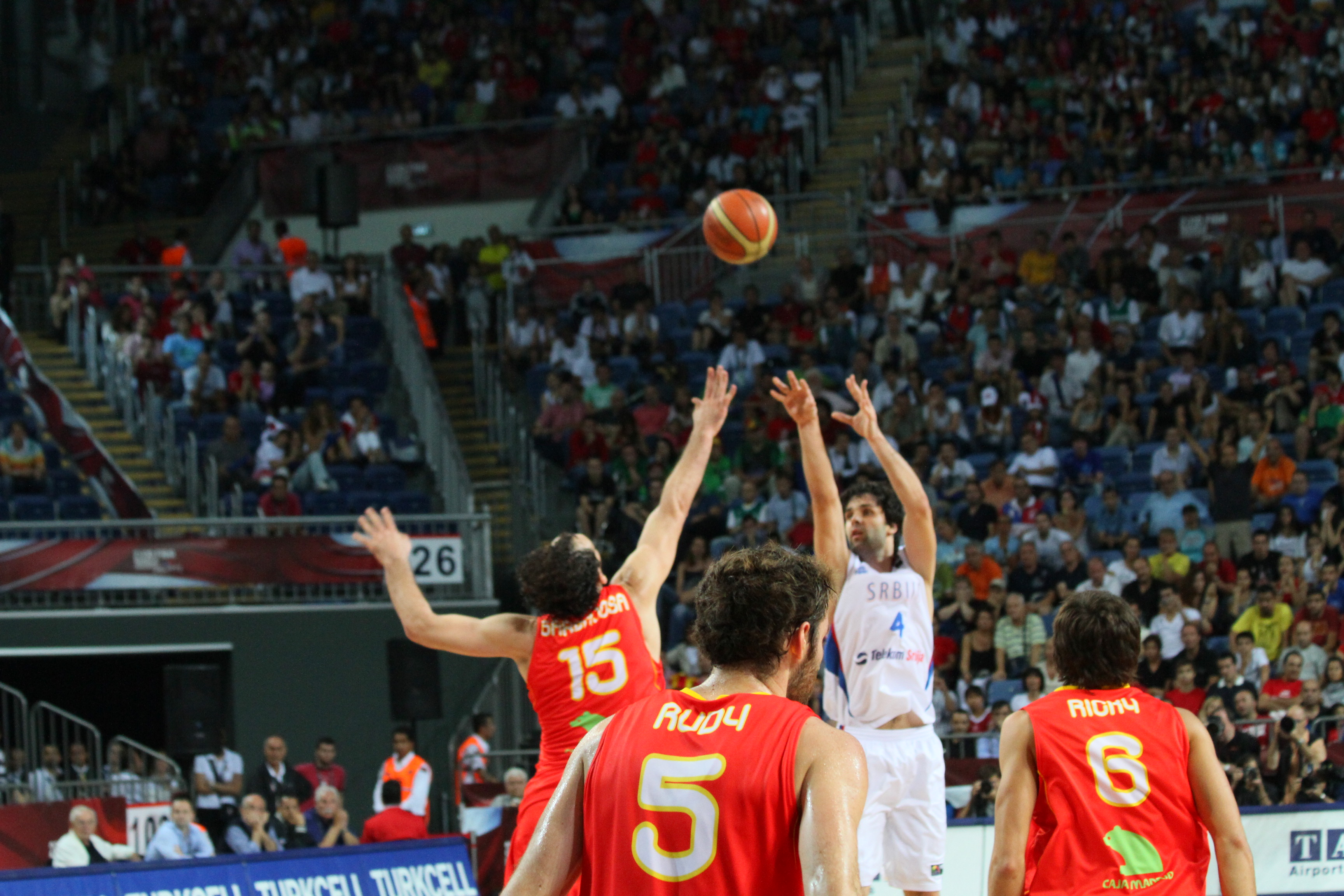
Tir à trois points victorieux de Teodosić face à l'Espagnol Jorge Garbajosa.

Absent des premières rencontres de sa sélection lors du mondial 2010 en raison d'une blessure au pied, il inscrit 19 points contre l'Australie puis 16 points, cumulés avec 4 passes et 4 rebonds lors d'une victoire 84 à 82 face à l'Argentine. La Serbie élimine ensuite la Croatie sur le score de 73 à 72 en huitièmes de finale. En quart, les Serbes sont opposés à l'Espagne. Lors de cette rencontre, la Serbie domine le début de rencontre pour mener 49 à 41 à la mi-temps. L'Espagne, avec un 23 à 18 lors du troisième quart-temps revient à trois points. À 25 secondes de la fin, Marc Gasol inscrit deux points qui permettent à l'Espagne d'égaliser à 89 partout. L'Espagne décide alors de ne pas faire faute sur la dernière possession serbe. Miloš Teodosić, qui présente alors une statistique de 1 sur 7 à trois points, attend la fin de la possession pour inscrire un panier de près de neuf mètres face au panneau. L'Espagne ne parvient pas à profiter des trois dernières secondes pour égaliser. Lors de la demi-finale opposant la Serbie au pays hôte, la Turquie, les Serbes mènent l'ensemble de la partie mais les Turcs prennent l'avantage à 3 minutes 25 du terme sur un panier à trois points de Kerem Tunçeri. Novica Veličković inscrit un deux points pour donner un avantage de un point aux Serbes à quatre secondes de la fin. Tunçeri profite ensuite d'une erreur de défense pour inscrire le double pas de la victoire. Lors de cette rencontre, Teodosić inscrit 13 points, délivre 11 passes et capte 6 rebonds. La Serbie termine ensuite la compétition par une défaite 88 à 99 face à la Lituanie. À titre individuel, Teodosić figure de nouveau parmi le meilleur cinq d'une compétition majeure. Il figure auprès de Luis Scola, Linas Kleiza, Hidayet Türkoğlu et du MVP Kevin Durant.
Le Championnat d'Europe 2011 disputé en Lituanie est important dans l'optique d'une qualification pour les prochains jeux olympiques de Londres : seuls les deux finalistes sont automatiquement qualifiés - sauf si la Grande-Bretagne, hôte des jeux, figure parmi ceux-ci - et les quatre équipes suivantes au classement sont qualifiées pour un tournoi pré-olympique disputé en 2012. La Serbie figure parmi les nombreux favoris d'une compétition très relevée. Après un premier tour terminé par une seule défaite lors de la dernière journée face à la France - avec 11 points, 1 rebond, 7 passes, 1 interception mais 5 balles perdues en 28 minutes - la Serbie obtient sa qualification pour les quarts de finale lors de la dernière journée du deuxième tour avec une victoire 68 à 67 sur la Turquie. Lors de celle-ci, Teodosić porte son équipe avec 20 points, 8 rebonds, 5 passes, 1 interception, mais également 5 balles perdues, en 34 minutes : ce temps de jeu important est dû à l'absence sur blessure de Aleksandar Rašić. Les Serbes souffrent de l'absence de celui-ci et de Milenko Tepić, également blessé, lors du quart de finale face à la Russie : celle-ci s'impose 77 à 67. Teodosić inscrit 20 points mais réalise un 2 sur 10 à trois points, capte 4 rebonds et délivre 3 passes. Toutefois, il concède 9 pertes de balles. La Serbie perd ensuite le match de classement qui lui aurait permis de disputer le tournoi pré-olympique. Lors de cette défaite 87 à 77, les statistiques de Teodosić sont de 6 points - 3 sur 8 dont un 0 sur 3 à trois points - 3 rebonds, 7 passes, 6 pertes de balle et 1 interception.
Handicapé par une blessure au mollet, Teodosić, qui espérait pouvoir participer au championnat d'Europe 2013, doit déclarer forfait 2 jours avant le début de la compétition.
Lors de la coupe du monde 2014 disputée en Espagne, il remporte la médaille d'argent avec sa sélection, s'inclinant en finale face aux États-Unis. Il s'avère particulièrement déterminant lors du quart de finale face au Brésil, avec 23 points pour un pourcentage de réussite aux tirs de 56 % dont 3 sur 5 à trois points, 3 rebonds et 4 passes décisive puis lors de la demi-finale face à la France avec 24 points. Au terme de la compétition, il est désigné dans le meilleur cinq de cette édition aux côtés des Américains Kyrie Irving, le MVP, et Kenneth Faried, de l'Espagnol Pau Gasol et du Français Nicolas Batum.
Entre le 5 et le 20 novembre 2015, il participe au championnat d'Europe 2015 où il termine quatrième de la compétition.

## Club
- 2004-2005 :  FMP Železnik
- 2005-2006 :  Borac Čačak
- 2006-2007 :  FMP Železnik
- 2007-2011 :  Olympiakós
- 2011-2017 :  CSKA Moscou
- 2017-2019 :  Clippers de Los Angeles
- 2019-2023 :  Virtus Bologne
- Depuis 2023 :  Étoile rouge de Belgrade

## Palmarès

### Club
- Coupe de Grèce 2010, 2011
- Vainqueur de l'Euroligue avec le CSKA Moscou : 2016.
- Champion d'Italie en 2021
- Vainqueur de la Supercoupe d'Italie 2021
- Vainqueur de l'EuroCoupe 2022

### Sélection nationale
Miloš Teodosić remporte deux médailles internationales avec la sélection de la Serbie :
- Médaille d'argent aux Jeux olympiques de 2016.
- Médaille d'argent à la coupe du monde 2014 en Espagne.
- Médaille d'argent du Championnat d'Europe 2009.
- 8e du Championnat d'Europe 2011.
- 4e du Championnat d'Europe 2015.

Il compte également d'autres médailles internationales avec les catégories de jeunes :
- Médaille d'or du Championnat d'Europe des 16 ans et moins 2003
- Médaille d'or du Championnat d'Europe des 18 ans et moins 2005
- Médaille d'or du Championnat d'Europe des 20 ans et moins 2007

## Distinctions personnelles
Miloš Teodosić est récompensé à titre individuel lors de compétitions avec sa sélection :
- Nommé MVP du championnat d'Europe des 20 ans et moins en 2007
- Nommé dans le meilleur cinq du Championnat d'Europe 2009[22]
- Nommé dans le meilleur cinq du Mondial 2010
- Nommé dans le meilleur cinq de la coupe du monde 2014[33].

Il est également récompensé lors de compétition de clubs :
- Nommé MVP de la Coupe de Grèce 2010[6] et 2011[34]
- Nommé MVP de l'Euroligue de 2009-2010[35].
- Nommé dans le meilleur cinq de l'Euroligue de 2009-2010 et 2015-2016[35],[36]
- Nommé dans le deuxième meilleur cinq de l'Euroligue en 2012[37].
- Nommé MVP de la saison régulière de l'EuroCoupe en 2019-2020[38] et 2020-2021[39].
- Nommé dans le meilleur cinq de l'EuroCoupe en 2021-2022[40]
- Nommé MVP de la finale de l'EuroCoupe 2021-2022[41]

Il est également élu par la FIBA meilleur joueur européen de l'année 2010.